# ساتيش شاه
ساتيش شاه هو ممثل هندي، ولد في 25 يونيو 1961 بمومباي في الهند.

## أعمال

### أفلام
- (1995) رجوع العاشق المجنون
- (2004) مين هون نا[3]
- (2007) أوم شانتي أوم
- (2008) بوتناث
- (2010) فرصة رقص

## وصلات خارجية
- ساتيش شاه على موقع IMDb (الإنجليزية)
- ساتيش شاه على موقع ألو سيني (الفرنسية)
- ساتيش شاه على موقع ميوزك برينز (الإنجليزية)
- ساتيش شاه على موقع أول موفي (الإنجليزية)
- ساتيش شاه على موقع قاعدة بيانات الفيلم (الإنجليزية)
- ساتيش شاه على موقع كينوبويسك (الروسية)